# Рустем Умеров
Рустем Енверович Умеров (на украински: Рустем Енверович Умєров; на кримскотатарски: Rüstem Enver oğlu Ümerov) е украински политик, бизнесмен, инвеститор, филантроп и министър на отбраната на Украйна от 6 септември 2023 г. Умеров е кримски татар по призход и мюсюлманин по вероизповедание.
Той е бивш началник на Фонда на държавното имущество на Украйна и бивш народен представител от партия Холос.

## Биография
Умеров е роден на 19 април 1982 г. в Булунгур (тогава Красногвардейск), Самаркандска област, тогава в границите на Узбекската ССР. Баща му, Енвер Умеров, е инженер-технолог, а майка му, Мерием Умерова, е химичен инженер.
Родителите му са кримски татари от Алуща, но са депортирани на 18 май 1944 г. в Узбекската ССР – ход, признат от Върховната Рада за геноцид. След 50 години в изгнание семейството на Умеров решава да се завърне в роден Крим през 1989 г.
Като ученик Умеров участва в програма по обмен, финансирана от Държавния департамент на САЩ, което му позволява да живее в приемно семейство и да ходи на американско училище в продължение на една академична година. Впоследствие Умеров получава бакалавърска степен по финанси от Националната акедемия по мениджмънт в Киев.
На парлементарните избори в Украйна през 2019 г. Умеров е избран за народен представител от партия „Холос“. Участва в съставянето на почти 100 законопроекта и въвежда законопроект за премахването на кримската свободна икономическа зона.
Умеров спомага активно за построяването на 1000 апартамента за депортирани кримски татари и други украински граждани с турски паспорт. През април 2021 г. Володимир Зеленски и Реджеп Ердоган се споразумяват за построяването на жилищата. Същият месец Умеров заявява, че Украйна няма да доставя вода по Севернокримския канал към Крим, докато руската окупация там продължава, и уточнява, че е задължение на Русия да осигурява продоволствия на кримското население, след като е нарушила международното право.
В международно отношение той е един от най-големите поддръжници на „мирната формула“ на Зеленски. През 2020 г. създава междуведомствен координационен център, насочен към освобождаването на украински политически затворници. Същата година дава ход на парламентарни изслушвания относно деокупацията и реинтеграцията на Крим.
Той участва в мирните преговори по време на руското нападение над Украйна, но е обвиняван от Кремъл, че шпионира в полза на САЩ и нарочно удължава преговорите в полза на Украйна. На 28 март 2022 г. Умеров, руският милиардер Роман Абрамович и други развиват симптоми на отравяне след събитие. Тримата преговарящи са транспортирани със самолет от Истанбул, за да получат медицинска помощ, а впоследствие се възстановяват напълно.
На 3 септември 2023 г. Володимир Зеленски обявява, че Умеров ще замени текущия министър на отбраната Олексий Резников. Умеров заема този пост 3 дни по-късно.